# コロンビアエイ
コロンビアエイ（Potamotrygon orbignyi）は、淡水エイの一種。ティーカップスティングレイともいう。コロンビアに生息する。小型種で30cmにも達する。飼育可だが広い水槽で飼うほうが好ましい。

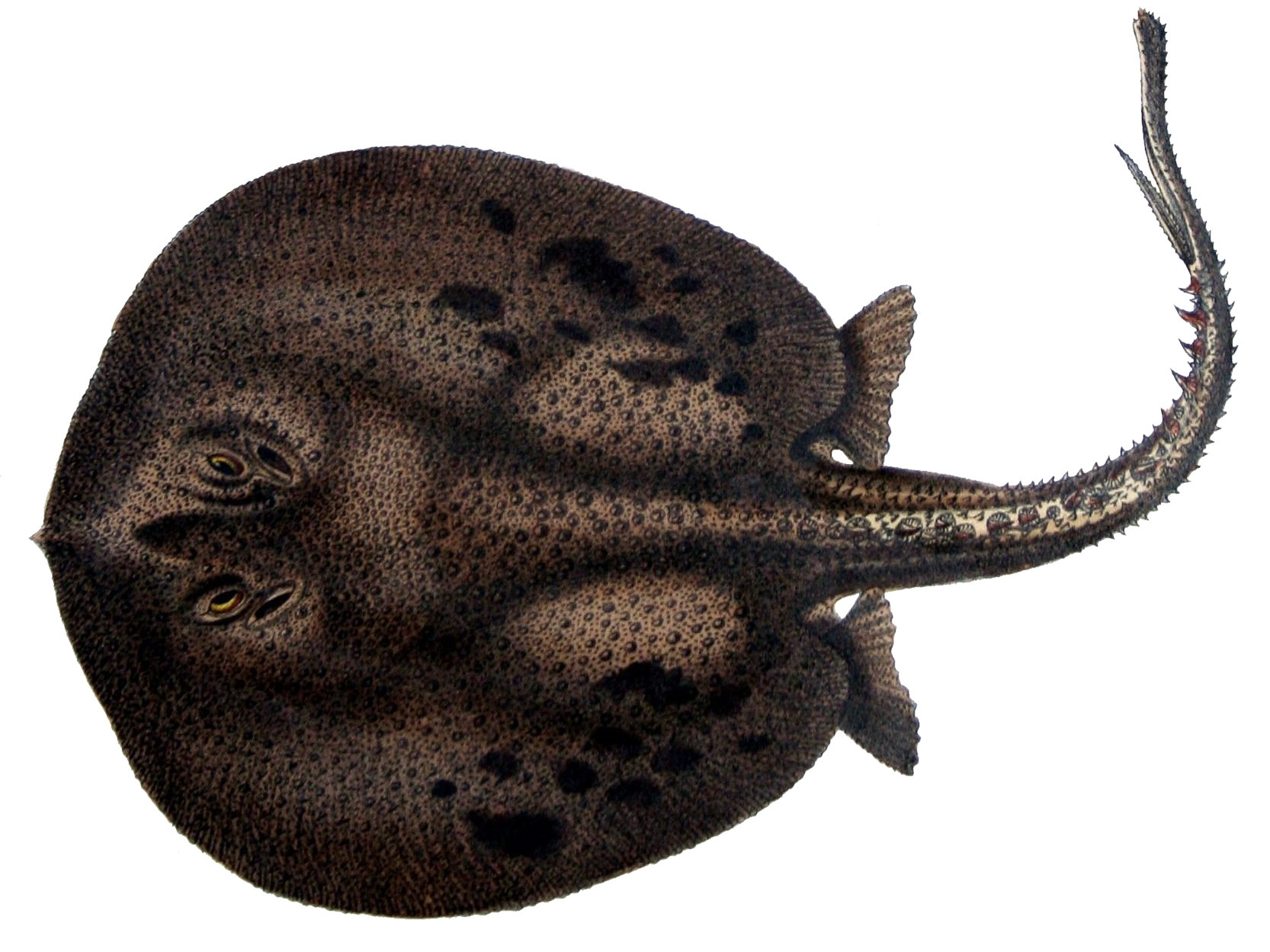
カステルナウによるイラスト。